# دوموددوفو (شهر)
شهر دوموددوفو (به روسی: Домодедово) در کشور روسیه و در اوبلاست مسکو واقع شده‌است.